# Anolis oculatus
Anolis oculatus е вид влечуго от семейство Dactyloidae. Видът не е застрашен от изчезване.

## Разпространение и местообитание
Разпространен е в Доминика.
Обитава гористи местности, храсталаци, савани, крайбрежия, плата и плантации.